# Polynôme de Bessel
En mathématiques, les polynômes de Bessel sont une suite de polynômes orthogonaux. Il en existe plusieurs définitions, mais toutes liées. La définition la plus courante est celle donnée par la somme:
{\displaystyle y_{n}(x)=\sum _{k=0}^{n}{\frac {(n+k)!}{(n-k)!\,k!}}\,\left({\frac {x}{2}}\right)^{k}}
Une autre définition, préférée dans le traitement du signal, est parfois appelée polynômes de Bessel inverses , :
{\displaystyle \theta _{n}(x)=x^{n}\,y_{n}\left({\frac {1}{x}}\right)=\sum _{k=0}^{n}{\frac {(n+k)!}{(n-k)!\,k!}}\,{\frac {x^{n-k}}{2^{k}}}}
Les coefficients de la deuxième définition sont les mêmes que dans la première, mais l'ordre des monômes est inversé. On a ainsi, par exemple pour l'ordre 3 :
{\displaystyle y_{3}(x)=15x^{3}+15x^{2}+6x+1\quad \mathrm {et} \quad \theta _{3}(x)=x^{3}+6x^{2}+15x+15\,}
Cette deuxième famille est utilisée dans la conception des filtres de Bessel.

## Propriétés

### Définition en termes de fonctions de Bessel
Un polynôme de Bessel peut aussi être défini à partir des fonctions de Bessel, dont les polynômes tirent leur nom :
{\displaystyle y_{n}(x)=\,x^{n}\theta _{n}\left({\frac {1}{x}}\right)\,}
{\displaystyle y_{n}(x)={\sqrt {\frac {2}{\pi x}}}\,\mathrm {e} ^{1/x}K_{n+{\frac {1}{2}}}\left({\frac {1}{x}}\right)}
{\displaystyle \theta _{n}(x)={\sqrt {\frac {2}{\pi }}}\,x^{n+1/2}\mathrm {e} ^{x}K_{n+{\frac {1}{2}}}(x)}
où Kn(x) est une fonction de Bessel modifiée de deuxième espèce:7,34. Par exemple:
{\displaystyle y_{3}(x)=15x^{3}+15x^{2}+6x+1={\sqrt {\frac {2}{\pi x}}}\,\mathrm {e} ^{1/x}K_{3+{\frac {1}{2}}}\left({\frac {1}{x}}\right)}

### Définition en termes de fonctions hypergéométriques
Un polynôme de Bessel peut aussi être défini comme une fonction hypergéométrique confluente:
{\displaystyle y_{n}(x)=\,_{2}F_{0}(-n,n+1;;-x/2)=\left({\frac {2}{x}}\right)^{-n}U\left(-n,-2n,{\frac {2}{x}}\right)=\left({\frac {2}{x}}\right)^{n+1}U\left(n+1,2n+2,{\frac {2}{x}}\right).}
On retrouve une expression similaire pour les polynômes de Bessel généralités (cf. infra):35:
{\displaystyle y_{n}(x;\alpha ,\beta )=\,_{2}F_{0}(-n,n+a-1;;-x/b)=\left({\frac {b}{x}}\right)^{n+a-1}U\left(n+a-1,2n+a,{\frac {b}{x}}\right).}
Les polynômes de Bessel inverses peuvent s'exprimer à partir des polynômes de Laguerre généralisés :
{\displaystyle \theta _{n}(x)={\frac {n!}{(-2)^{n}}}\,L_{n}^{-2n-1}(2x)}
dont on tire une expression sous forme de fonction hypergéométrique :
{\displaystyle \theta _{n}(x)={\frac {(-2n)_{n}}{(-2)^{n}}}\,\,_{1}F_{1}(-n;-2n;2x)}
avec (−2n)n pour le symbole de Pochhammer.
L'inversion pour les monômes s'écrit
{\displaystyle {\frac {(2x)^{n}}{n!}}=(-1)^{n}\sum _{j=0}^{n}{\frac {n+1}{j+1}}{j+1 \choose n-j}L_{j}^{-2j-1}(2x)={\frac {2^{n}}{n!}}\sum _{i=0}^{n}i!(2i+1){2n+1 \choose n-i}x^{i}L_{i}^{(-2i-1)}\left({\frac {1}{x}}\right).}

### Fonction génératrice
Les polynômes de Bessel, avec un décalage d'indice, ont pour fonction génératrice
{\displaystyle \sum _{n=0}^{\infty }{\sqrt {\frac {2}{\pi }}}x^{n+{\frac {1}{2}}}\mathrm {e} ^{x}K_{n-{\frac {1}{2}}}(x){\frac {t^{n}}{n!}}=1+x\sum _{n=1}^{\infty }\theta _{n-1}(x){\frac {t^{n}}{n!}}=\exp \left(x(1-{\sqrt {1-2t}})\right).}
En dérivant selon t et en annulant x, on obtient la fonction génératrice pour les polynômes {\displaystyle \left(\theta _{n}\right)_{n\geq 0}}
{\displaystyle \sum _{n=0}^{\infty }\theta _{n}(x){\frac {t^{n}}{n!}}={\frac {1}{\sqrt {1-2t}}}\mathrm {e} ^{x(1-{\sqrt {1-2t}})}.}
Une fonction génératrice similaire existe pour les {\displaystyle \left(y_{n}\right)_{n\geq 0}}:106:
{\displaystyle \sum _{n=0}^{\infty }y_{n-1}(x){\frac {t^{n}}{n!}}=\exp \left({\frac {1-{\sqrt {1-2xt}}}{x}}\right).}
En posant t = z-xz2/2, on trouve l'expression de la fonction exponentielle :
{\displaystyle \mathrm {e} ^{z}=\sum _{n=0}^{\infty }y_{n-1}(x){\frac {(z-xz^{2}/2)^{n}}{n!}}.}

### Formules de récurrence
Une définition utilisée plus couramment pour le calcul des valeurs des polynômes de Bessel est la formule de récurrence :
{\displaystyle y_{0}(x)=1\,}
{\displaystyle y_{1}(x)=x+1\,}
{\displaystyle y_{n}(x)=(2n\!-\!1)x\,y_{n-1}(x)+y_{n-2}(x)\,}
et
{\displaystyle \theta _{0}(x)=1\,}
{\displaystyle \theta _{1}(x)=x+1\,}
{\displaystyle \theta _{n}(x)=(2n\!-\!1)\theta _{n-1}(x)+x^{2}\theta _{n-2}(x)\,}

### Équation différentielle
Les polynômes de Bessel sont les solutions polynomiales de l'équation différentielle :
{\displaystyle x^{2}{\frac {\mathrm {d} ^{2}y_{n}}{\mathrm {d} x^{2}}}(x)+2(x\!+\!1){\frac {\mathrm {d} y_{n}(x)}{\mathrm {d} x}}-n(n+1)y_{n}(x)=0}
et
{\displaystyle x{\frac {\mathrm {d} ^{2}\theta _{n}}{\mathrm {d} x^{2}}}(x)-2(x\!+\!n){\frac {\mathrm {d} \theta _{n}(x)}{\mathrm {d} x}}+2n\,\theta _{n}(x)=0}

### Orthogonalité
Les polynômes de Bessel sont orthogonaux pour le poids e-2/x sur le cercle unité du plan complexe : avec le symbole de Kronecker :
{\displaystyle \forall (n,m)\in \mathbb {N} ^{2},\ n\neq m\Longrightarrow \int _{0}^{2\pi }y_{n}\left(\mathrm {e} ^{\mathrm {i} \theta }\right)y_{m}\left(\mathrm {e} ^{\mathrm {i} \theta }\right)\mathrm {i} \mathrm {e} ^{\mathrm {i} \theta }\mathrm {d} \theta =0}

## Généralisation

### Forme explicite
Une généralisation des polynômes de Bessel ont été suggérés dans la littérature scientifique (Krall, Fink), comme suit :
{\displaystyle y_{n}(x;\alpha ,\beta ):=(-1)^{n}n!\left({\frac {x}{\beta }}\right)^{n}L_{n}^{(-1-2n-\alpha )}\left({\frac {\beta }{x}}\right),}
ce qui donne une généralisation des polynômes inverses avec :
{\displaystyle \theta _{n}(x;\alpha ,\beta ):={\frac {n!}{(-\beta )^{n}}}L_{n}^{(-1-2n-\alpha )}(\beta x)=x^{n}y_{n}\left({\frac {1}{x}};\alpha ,\beta \right).}
Les coefficients explicites des polynômes yn(x ; α , β) sont:108:
{\displaystyle y_{n}(x;\alpha ,\beta )=\sum _{k=0}^{n}{\binom {n}{k}}(n+k+\alpha -2)^{\underline {k}}\left({\frac {x}{\beta }}\right)^{k}.}
Par conséquent, les polynômes θn(x ; α , β) peuvent être explicitement écrits ainsi :
{\displaystyle \theta _{n}(x;\alpha ,\beta )=\sum _{k=0}^{n}{\binom {n}{k}}(2n-k+\alpha -2)^{\underline {n-k}}{\frac {x^{k}}{\beta ^{n-k}}}.}
Avec la fonction poids
{\displaystyle \rho (x;\alpha ,\beta ):=\,_{1}F_{1}\left(1,\alpha -1,-{\frac {\beta }{x}}\right)}
on retrouve l'orthogonalité :
{\displaystyle \forall n\neq m,\oint _{c}\rho (z;\alpha ,\beta )y_{n}(z;\alpha ,\beta )y_{m}(z;\alpha ,\beta )\mathrm {d} z=0}
avec C une courbe passant autour de l'origine.
On retrouve les polynômes de Bessel pour α = β = 2, et on obtient bien la fonction poids vue au-dessus ρ(x) = exp(−2 / x).

### Formule de Rodrigues pour les polynômes de Bessel
La formule de Rodrigues pour les polynômes de Bessel comme solutions particulières des équations différentielles donnent :
{\displaystyle B_{n}^{(\alpha ,\beta )}(x)={\frac {a_{n}^{(\alpha ,\beta )}}{x^{\alpha }\mathrm {e} ^{-{\frac {\beta }{x}}}}}{\frac {\mathrm {d} ^{n}}{\mathrm {d} x^{n}}}\left(x^{\alpha +2n}\mathrm {e} ^{-{\frac {\beta }{x}}}\right)}
où a(α, β)
n sont des coefficients de normalisation.

### Polynômes de Bessel généralisés
Selon cette généralisation, on trouve l'équation différentielle généralisée pour les polynômes de Bessel généralisés :
{\displaystyle x^{2}{\frac {\mathrm {d} ^{2}B_{n,m}^{(\alpha ,\beta )}(x)}{\mathrm {d} x^{2}}}+[(\alpha +2)x+\beta ]{\frac {\mathrm {d} B_{n,m}^{(\alpha ,\beta )}(x)}{\mathrm {d} x}}-\left[n(\alpha +n+1)+{\frac {m\beta }{x}}\right]B_{n,m}^{(\alpha ,\beta )}(x)=0}
avec {\displaystyle 0\leq m\leq n}. Les solutions sont :
{\displaystyle B_{n,m}^{(\alpha ,\beta )}(x)={\frac {a_{n,m}^{(\alpha ,\beta )}}{x^{\alpha +m}\mathrm {e} ^{-{\frac {\beta }{x}}}}}{\frac {\mathrm {d} ^{n-m}}{\mathrm {d} x^{n-m}}}\left(x^{\alpha +2n}\mathrm {e} ^{-{\frac {\beta }{x}}}\right).}

## Zéros
En désignant les zéros de yn(x ; α , β) par α(n)
k(α , β), et ceux de θn(x ; α , β) par β(n)
k(α , β), on a les estimations suivantes:82:
{\displaystyle {\frac {2}{n(n+\alpha -1)}}\leq \alpha _{k}^{(n)}(\alpha ,2)\leq {\frac {2}{n+\alpha -1}},}
et
{\displaystyle {\frac {n+\alpha -1}{2}}\leq \beta _{k}^{(n)}(\alpha ,2)\leq {\frac {n(n+\alpha -1)}{2}},}
pour tout {\displaystyle \alpha \geq 2}. De plus, tous ces zéros ont des parties réelles négatives.
Des résultats plus fins peuvent être donnés en utilisant des théorèmes plus puissants sur l'estimation des zéros de polynômes (comme le théorème parabolique de Saff et Varga, ou des techniques d'équations différentielles:88,).
On a par exemple :
{\displaystyle {\frac {2}{2n+\alpha -{\frac {2}{3}}}}\leq \alpha _{k}^{(n)}(\alpha ,2)\leq {\frac {2}{n+\alpha -1}}.}

## Valeurs particulières

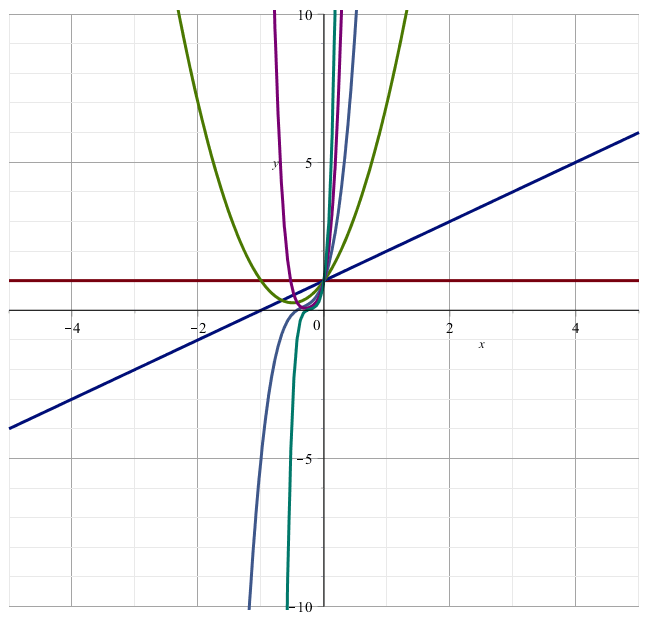
Représentation graphique des six premiers polynômes de Bessel

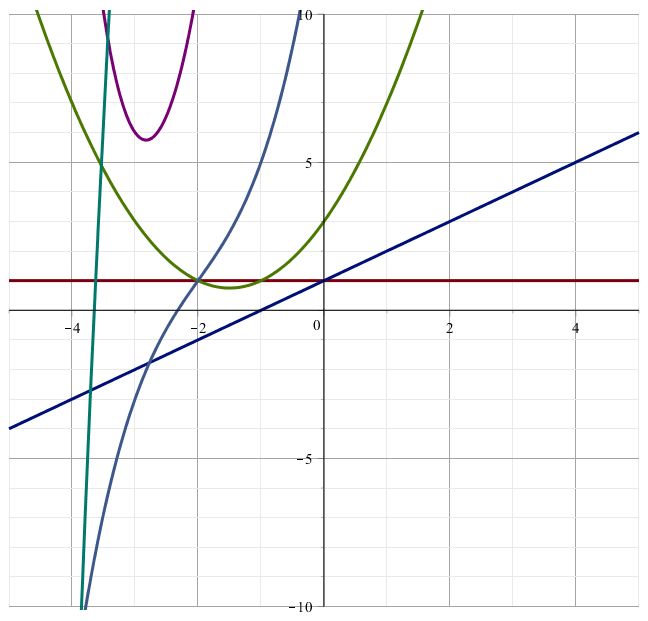
Représentation graphique des six premiers polynômes de Bessel inverses

Les six premiers polynômes de Bessel sont :
{\displaystyle {\begin{aligned}y_{0}(x)&=1\\y_{1}(x)&=x+1\\y_{2}(x)&=3x^{2}+3x+1\\y_{3}(x)&=15x^{3}+15x^{2}+6x+1\\y_{4}(x)&=105x^{4}+105x^{3}+45x^{2}+10x+1\\y_{5}(x)&=945x^{5}+945x^{4}+420x^{3}+105x^{2}+15x+1\end{aligned}}}
Aucun polynôme de Bessel ne peut être factorisé avec des coefficients strictement rationnels.
Les six premiers polynômes de Bessel inverses sont donc :
{\displaystyle {\begin{aligned}\theta _{0}(x)&=1\\\theta _{1}(x)&=x+1\\\theta _{2}(x)&=x^{2}+3x+3\\\theta _{3}(x)&=x^{3}+6x^{2}+15x+15\\\theta _{4}(x)&=x^{4}+10x^{3}+45x^{2}+105x+105\\\theta _{5}(x)&=x^{5}+15x^{4}+105x^{3}+420x^{2}+945x+945\end{aligned}}}

## Applications
L'équation différentielle des polynômes de Bessel apparait dans l'étude de l'équation des ondes en coordonnées sphériques.